# Malgosia Fitzmaurice
Malgosia A. Fitzmaurice, właśc. Małgorzata Lachs-Fitzmaurice (ur. 20 lipca 1955 w Łodzi) – polsko-brytyjska prawniczka.

## Życiorys
W 1977 ukończyła studia prawnicze na Uniwersytecie Warszawskim. W 1980 doktoryzowała się tamże. Uzyskała uprawnienia adwokackie.
Pracowała jako badaczka w T.M.C. Asser Instituut (1981–1982) oraz prawniczka w Iran–United States Claims Tribunal (IUSCT) w Hadze (1982–1986). Od 1989 do 1995 wykładała na Uniwersytecie Amsterdamskim. W 2000 została profesorką w Queen Mary University of London, gdzie została kierowniczką katedry prawa międzynarodowego. W 2012 została wykładowczynią Międzynarodowego Instytutu Prawa Morskiego na Malcie. Profesorka wizytująca na szeregu uczelni.
Specjalizuje się w prawie międzynarodowym, zwłaszcza prawie ochrony środowiska, prawach ludów tubylczych i prawie traktatów.
Członkini Instytutu Prawa Międzynarodowego oraz Stowarzyszenia Prawa Międzynarodowego. Redaktorka naczelna „Queen Mary Studies in International Law” oraz „International Community Law Review”.
W 2021 otrzymała doktorat honoris causa Université de Neuchâtel.
Córka Manfreda Lachsa, polskiego prawnika i dyplomaty.